# 玖珠町立くす星翔中学校
玖珠町立くす星翔中学校（くすちょうりつくすせいしょうちゅうがっこう）は、大分県玖珠郡玖珠町にある公立中学校である。

## 概要
玖珠町内にあった7校の中学校を統合して、2019年4月に開校した中学校である。
校舎は、2015年（平成27年）3月に閉校した旧大分県立森高等学校の校舎を活用し、体育館や武道場から成る「アリーナ棟」や、図書館や多目的ホールから成る「メディア棟」等が新築された。

## 沿革

### 前身校
- 1947年（昭和22年） - 森中学校、日出生中学校、玖珠中学校、北山田中学校、八幡中学校、古後中学校、玖珠中学校山浦分校開校[4][5][6][7][8][9][10]。
- 1953年（昭和28年） - 山浦中学校が独立[10]。
- 2012年（平成24年）3月31日 - 山浦中学校休校[11]。
- 2018年（平成30年）8月12日 - 山浦中学校閉校式挙行[10]。
- 2019年（平成31年）3月 - 森中学校、玖珠中学校、八幡中学校、北山田中学校、日出生中学校、古後中学校閉校式挙行[1]。

### 本校
- 2019年（平成31年）
  - 4月9日 - 開校式挙行[3]。
  - 5月11日 - 開校記念式典挙行[3]。